# The Red Lily
The Red Lily è un film muto del 1924 prodotto e diretto da Fred Niblo e interpretato da Ramón Novarro ed Enid Bennett. Al regista si deve anche il soggetto originale del film che fu sceneggiato da Bess Meredyth. Tra gli altri interpreti, Frank Currier, Rosita Marstini, Sidney Franklin, Wallace Beery.

## Trama
Marise La Noue fugge a Parigi con Jean Leonnec, il figlio del sindaco. I due vengono divisi: per sopravvivere e non morire di fame, lui diventa un ladro, lei una prostituta. Anni dopo, si rivedono: lui, arrestato, deve scontare una condanna in prigione. Quando esce, ritrova Marise, che è cambiata, diventando una donna nuova.

## Produzione
Il film fu prodotto dalla Metro-Goldwyn-Mayer.

## Distribuzione
Il copyright del film, richiesto dalla Metro-Goldwyn Pictures, fu registrato il 2 settembre 1924 con il numero LP20538.
Distribuito dalla Metro-Goldwyn Distributing Corporation, il film - presentato da Louis B. Mayer - uscì nelle sale cinematografiche degli Stati Uniti l'8 settembre 1924.
Il 24 marzo 2009, la Warner Home Video ha distribuito in NTSC il DVD del film che, accompagnato dalla musica di Scott Salinas, ha una durata di 81 minuti.

### Conservazione
Copia completa della pellicola con i sottotitoli in tedesco si trova conservata negli archivi della MGM. I diritti del film appartengono alla Turner Entertainment Company.